# Бер Крик Вилиџ (Пенсилванија)
Бер Крик Вилиџ (енгл. Bear Creek Village) град је у америчкој савезној држави Пенсилванија.

## Демографија
По попису из 2010. године број становника је 257, што је 27 (-9,5%) становника мање него 2000. године.
| Група             | 2000.       | 2010.       |
| Белци             | 281 (98,9%) | 253 (98,4%) |
| Афроамериканци    | 0 (0,0%)    | 0 (0,0%)    |
| Азијати           | 1 (0,4%)    | 1 (0,4%)    |
| Хиспаноамериканци | 2 (0,7%)    | 0 (0,0%)    |
| Укупно            | 284         | 257         |